# Oxalis hypsophila
Oxalis hypsophila är en harsyreväxtart som beskrevs av Rodolfo Amando Philippi. Oxalis hypsophila ingår i släktet oxalisar, och familjen harsyreväxter. Inga underarter finns listade i Catalogue of Life.